# نويد قمر
سيد نويد قمر (بالأردوية: سید نوید قمر)‏، (22 سبتمبر 1955) سياسي باكستاني وعضو في الجمعية الوطنية الباكستانية منذ أغسطس 2018. كان سابقًا عضوًا في الجمعية الوطنية بين عامي 1990 ومايو 2018. شغل منصب وزير الدفاع ووزير المالية بين عامي 2008 و2013.
بدأ قمر حياته السياسية بالانتخاب لعضوية مجلس مقاطعة السند في الانتخابات العامة الباكستانية عام 1988 عن حزب الشعب الباكستاني وشغل منصب وزير مقاطعة السند للإعلام.
ثم انتُخب في الجمعية الوطنية الباكستانية في الانتخابات العامة الباكستانية عام 1990 عن حزب الشعب الباكستاني. وأعيد انتخابه في الجمعية الوطنية في 1993، وأصبح رئيسًا للجنة الخصخصة في باكستان. وأعيد انتخابه في الجمعية الوطنية في 1997، وعين وزيرًا للمالية والخصخصة. ثم أعيد انتخابه في الجمعية الوطنية في 2002.
وأعيد انتخابه في الجمعية الوطنية في الانتخابات العامة الباكستانية لعام 2018.